# BMW Hydrogen 7
BMW Hydrogen 7 — битопливный (бензин/жидкий водород) автомобиль корпорации BMW. Создан на базе BMW 7 серии.
Двигатель внутреннего сгорания BMW Hydrogen 7 может работать на бензине, или водороде. На Hydrogen 7 установлен бензобак 74 литра, и баллон для хранения 8 кг водорода. Автомобиль может проехать 200−300 км на водороде и 480 км на бензине. Переключение с одного вида топлива на другое происходит автоматически, но предпочтение отдаётся водороду.
При работе на водороде мощность двигателя составляет 170 кВт (228 л. с.), крутящий момент 337 Н·м. При работе на бензине 12-цилиндровый двигатель развивает мощность 194 кВт (260 л. с.). Максимальная скорость 229 км/ч. Разгон до 100 км/ч за 9,5 сек.

## Хранение водорода
Водород хранится в жидкой форме при температуре не выше −253 °C.
Бак для хранения водорода двухслойный. Между слоями в вакууме расположены 70 слоёв специальной пены.
BMW совместно с South German Technical Inspection Authority (TÜV) провели серию испытательных тестов для системы хранения водорода. Тесты разрабатывала Magna Steyr (дочернее предприятие Magna International).
В ходе испытаний водородный бак разрушали под высоким давлением, нагревали на открытом огне до температуры 1000 °C в течение 70 минут, деформировали твёрдыми и тяжёлыми предметами. Водород, находящийся в баке, не взрывался.
BMW Group разрабатывает водородные технологии более 20 лет.

## Распространение
BMW запустила программу CleanEnergy для распространения в разных странах водородных BMW-7. К маю 2007 года BMW произвела 100 автомобилей Hydrogen 7. Из них 70 проданы в лизинг в Европе, а 25 — в США. Всего автомобили BMW Hydrogen 7 к марту 2008 года проехали во всём мире более 2 миллионов км.
Во второй половине 2007 года поставки BMW Hydrogen 7 начались в Великобританию (8 экземпляров) и Японию (2 экземпляра).
Компания BMW запустила в США специальную программу BMW Hydrogen 7 Pioneer Program. По этой программе водородным BMW Hydrogen 7 пользовались Брэд Питт и Анжелина Джоли во время премьеры фильма «13 Друзей Оушена», председатель компании Fox Entertainment Питер Лигури, Ричард Гир и Шэрон Стоун в Берлине, и др. деятели кино. В Европе BMW Hydrogen 7 эксплуатирует Федеральный Министр Экономики и Технологий Германии, Вице-президент Европейской комиссии, певцы Анна Нетребко, Пласидо Доминго и др.
24 августа 2008 года завершился автопробег Hydrogen Road Tour из Портленда до Лос-Анджелеса. За две недели автомобили BMW Hydrogen 7 проехали более 4300 миль (около 7000 км) на водороде.

## Монотопливная версия
31 марта 2008 года BMW представила монотопливную версию BMW Hydrogen 7, работающую только на водороде.